# О’Брайен, Джой
Джозеф Мартин «Джой» О’Брайен (англ. Joseph Martin "Joey" O’Brien; род. 17 февраля 1986, Дублин) — ирландский футболист, защитник.

## Клубная карьера
Родился 17 февраля 1986 года в городе Дублин. Воспитанник футбольной школы клуба «Болтон Уондерерс».
В 2004 году был Джон был отдан в аренду в «Шеффилд Уэнсдей», где и состоялся профессиональный дебют О’Брайена во взрослом футболе.
После года аренды О’Брайен вернулся в «Болтон», в мае провёл первый матч за «Уондерерс», заменив Фернандо Йерро в концовке игры с «Эвертоном». Следующие 5 сезонов защитник провёл в составе «Уондерерс».
В 2011 году О’Брайен во второй раз в карьере на правах аренды перешёл в «Шеффилд Уэнсдей», а позже подписал контракт с «Вест Хэм Юнайтед». 16 августа Джон впервые с 2005 года сумел забить гол.

## Международная карьера
1 марта 2006 года О’Брайен дебютировал в составе сборной Ирландии в игре против сборной Швеции. Джон редко вызывался в национальную команду — игроку мешали постоянные травмы. 15 августа 2012 года защитник вернулся в состав сборной — впервые более чем за четыре года.